# Kooveen jääkiekko
Kooveen jääkiekko – fiński klub hokeja na lodzie z siedzibą w Tampere.

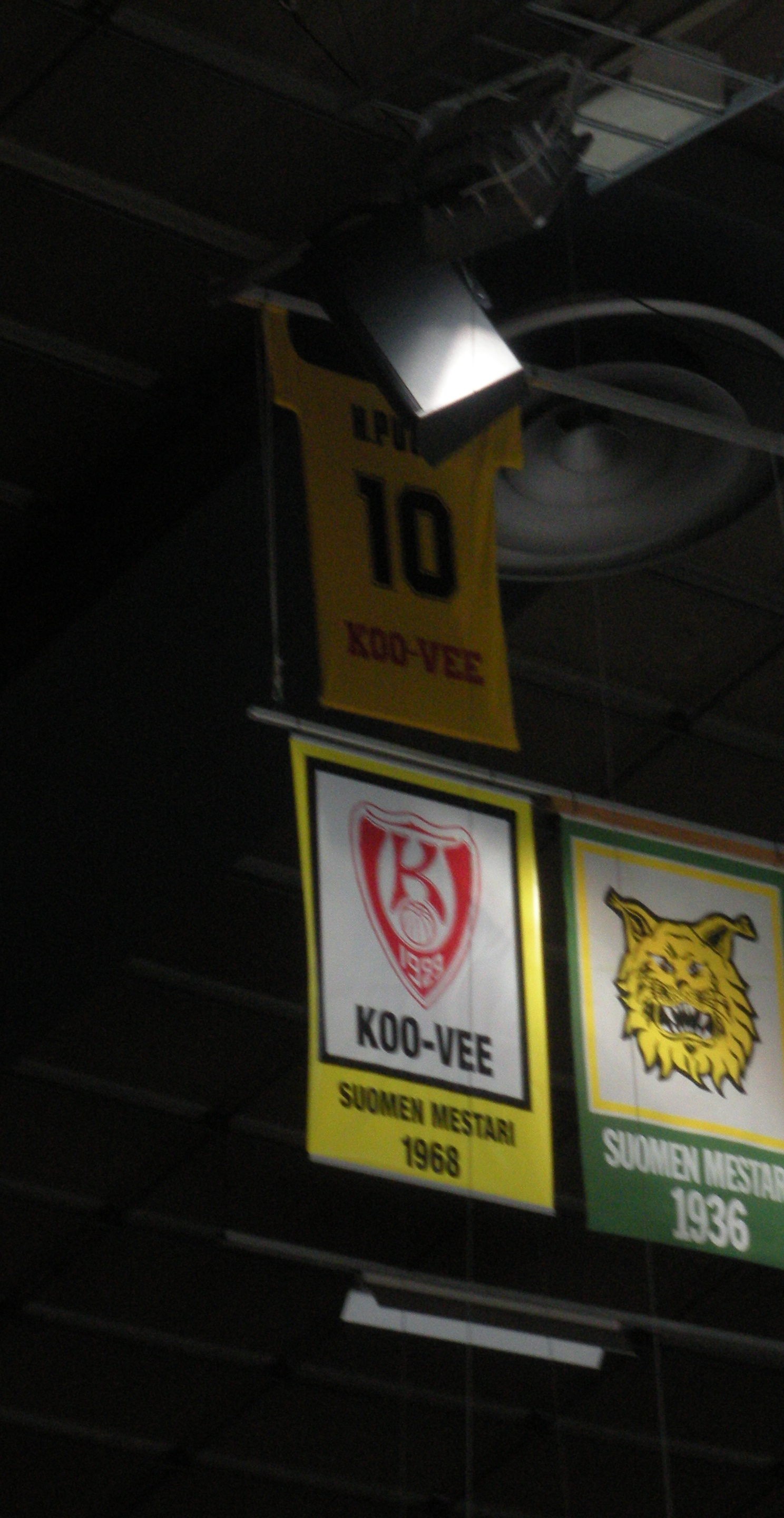
Baner na lodowisku w Tampere informujący o mistrzostwie kraju z 1968

W przeszłości drużyna występowała pod nazwami Tampereen Kilpa-Veljet, TK-V, Koo-Vee, KOO-VEE.
Do 2018 drużyna występowała w rozgrywkach Suomi-sarja. W 2018 klub otrzymał licencję na występy w lidze Mestis.

## Sukcesy
Seniorzy
- Srebrny medal mistrzostw Finlandii: 1959, 1962, 1964
- Brązowy medal mistrzostw Finlandii: 1960, 1961, 1977
- Złoty medal mistrzostw Finlandii: 1968
- Puchar Finlandii: 1968
- Brązowy medal Suomi-sarja: 2002, 2006, 2010, 2012
- Srebrny medal Suomi-sarja: 2004, 2011, 2018

Juniorzy
- Złoty medal juniorów SM-liiga A: 1971
- Srebrny medal juniorów SM-liiga A: 1959, 1960, 1975, 1976
- Złoty medal juniorów SM-liiga B: 1972
- Brązowy medal juniorów SM-liiga C: 1975
- Srebrny medal juniorów SM-liiga D: 1977
- Złoty medal juniorów SM-liiga E: 1967
- Srebrny medal juniorów SM-liiga E: 1969

## Zawodnicy
Zastrzeżony numer
- # 10 – Heino Pulli

W klubie występowali wybitni fińscy hokeiści, m.in. Raimo Helminen, Esa Keskinen, Jukka Peltola (wychowankowie) oraz Ville Nieminen.